# Bolex
Bolex International S. A. — швейцарская компания, специализирующаяся на выпуске узкоплёночных кинокамер Болекс. Наибольшую известность получили 16-мм кинокамеры, широко использовавшиеся в документальном и независимом кинематографе. Аппаратура компании была характерна сочетанием профессиональных возможностей с любительскими форматами киноплёнки. Редкий в этом классе аппаратуры покадровый режим съёмки сделал «Болекс» популярным у аниматоров, а в киношколах камеры до сих пор используются студентами для обучения технике киносъёмки.
Компания основана в 1925 году в Женеве Шарлем Хачиусом (фр. Charles Haccius) и Жаком Богопольским (фр. Jacques Bogopolsky), по имени последнего из которых получила первоначальное название Bol. Акционерная компания не занималась самостоятельным выпуском кинотехники, размещая заказы у фирмы Longines, в 1929 году прекратившей производство камер двух первых моделей «A» и «B». В 1930 году, после банкротства, Bol была куплена фирмой Paillard & Cie, известной своими пишущими машинками Hermes, и выпускаемая кинотехника получила двойную маркировку Bolex-Paillard. Кроме киносъёмочных аппаратов под этим же названием продавались узкоплёночные кинопроекторы и большой выбор кинопринадлежностей.
Одним из самых известных стало семейство кинокамер Bolex H16 c пружинным приводом, базовая модель которого выпущена в 1935 году. Изначально камера предназначалась как для 16-мм киноплёнки, так и для 9,5-мм формата Pathé-Baby. Однако, идущая более десятилетия война форматов к тому моменту завершилась победой американского, и модель H9 под французскую плёнку 9,5-мм не нашла спроса. В 1938 году выпущена 8-мм версия H8 для двойной киноплёнки 2×8-мм, имевшая не меньший успех, чем 16-миллиметровая. Одной из необычных для тех лет особенностью камер была автоматическая зарядка, облегчавшая пользование аппаратом для неопытных кинолюбителей. Револьверная головка на 3 сменных объектива имела оригинальную форму, и в среднем положении не выступала за пределы компактного корпуса. В модели Reflex (RX) 1956 года до этого метражный аппарат H16 получил систему сквозного визирования на основе светоделительной призмы, позволившую использовать только что появившиеся трансфокаторы.
В дополнение к пружинному приводу в 1963 году начал выпускаться приставной электродвигатель постоянного тока. В более современной модификации EBM Electric 1971 года электропривод с кварцевой стабилизацией стал основным и позволил вести синхронную съёмку по технологии пилот-тона. Ещё одним успешным продуктом стали 8-мм кинокамеры карманного размера, сконструированные на основе знаменитой камеры «Filmo» компании «Bell & Howell». Профессиональное семейство Bolex 16 Pro с зеркальным обтюратором создавалось в 1966 году, как совместный проект с немецкой Arri. Однако, растущая конкуренция в сегменте любительских и лёгких кинокамер неуклонно снижала доходы компании, в которую конце концов купила австрийская Eumig. После банкротства последней в 1981 году доля бизнеса выкуплена собственным менеджментом, получив возможность продолжить мелкосерийную сборку под заказ из оставшихся запасов деталей под брендом Bolex International S. A в городе Ивердон-ле-Бен.
Камеры Bolex высоко ценятся на вторичном рынке и до сих пор с успехом используются независимыми кинопроизводителями и студентами кинематографических ВУЗов. С 2012 до 2016 года с разрешения правообладателей бренд Bolex использован как часть названия американской компании Digital Bolex, выпускавшей ручные цифровые кинокамеры Bolex D16, оснащённые сенсором формата Супер-16.